# Neorrhyncha
Neorrhyncha là một chi bướm đêm thuộc phân họ Olethreutinae, họ Tortricidae Tortricidae.

## Các loài
- Neorrhyncha camerunica Aarvik, 2004
- Neorrhyncha congolana Aarvik, 2004